# Jinx (videogioco)
Jinx è un videogioco a piattaforme sviluppato da HammerHead, pubblicato da Sony Computer Entertainment Europe e diretto da Paul Hunter e Andy Ingram. È un'esclusiva PlayStation.
Il gioco è uscito solo in Europa.

## Trama
Il giocatore impersona Jinx, un giullare di corte. All'inizio del gioco viene a sapere che la sua famiglia reale è stata rapita dal re dei pirati Gripply. L'obbiettivo sarà dunque salvare ogni membro della famiglia attraversando diversi portali che condurranno Jinx in vari mondi. Durante il percorso Jinx dovrà affrontare diversi nemici, raccogliere oggetti e risolvere semplici enigmi.
La varietà di colori, l'utilizzo di portali e il genere stesso del videogioco fanno capire che questo titolo si ispira a Spyro the Dragon e Crash Bandicoot.